# Picador, Corrida, Torero, Passe de cape
Picador, Corrida, Passe de cape, Torero sont des gouaches et crayons sur papier exécutées par Georges Braque entre 1952 et 1954. Trois de ces œuvres ont une taille identique à l'exception du Picador qui est légèrement plus petit.

## Contexte
Le 10 août 1911, Georges Braque rejoint Pablo Picasso à Céret, tous deux travaillent ensemble. Braque trace pour la première fois des lettres au pochoir, Picasso s'y emploie à son tour. Les deux peintres travaillerons de concert jusqu'en 1912, Braque ne quittant Céret que pour se rendre à l'exposition du Blaue Reiter à Munich, puis pour se marier à Paris où Picasso revient en octobre 1912 pour développer les expériences de compositions commencées par Braque à Céret. Jusque-là, Georges Braque ne s'est peu intéressé au thème de la corrida en tant que sujet pictural, bien que Picasso l'ait emmené un grand nombre de fois dans les arènes, et pas seulement à Céret.
Ce n'est qu'à partir de 1952 que Georges Braque revient sur le Journal qu'il n'a pas cessé de tenir depuis 1918 au sortir de la Grande Guerre lorsqu'il était blessé. C'est là qu'il  retrouve les éléments qui vont lui inspirer quatre œuvres tauromachiques. Tériade a publié des reproductions d'une partie de ces œuvres en 1955 dans un numéro spécial  Verve, revue artistique et littéraire

## Description
Le Picador est considéré comme la gouache la plus réussie : le geste est juste, les couleurs et le dessin, sobres, l'emploi de l'encre de Chine ajoute une certaine désinvolture à ce picador qui, déjà, n'est pas en position habituelle d'un picador. Le taureau est à droite et le picador à gauche. La plupart des sites marchands le présentent à l'envers sur les reproductions .
La Corrida dont le titre intégral est : Corrida, course de taureaux est traitée dans les tons de noirs et de bruns, elle se concentre uniquement sur le matador et le taureau, il en est de même pour la Passe de cape, et le Torero où l'on voit que Braque revient à un style plus figuratif qui précède de très peu sa période des oiseaux commencée avec L'Oiseau et son nid, huile sur toile, 130,5 × 175,5 cm, Musée national d'art moderne.